# 鏡石パーキングエリア

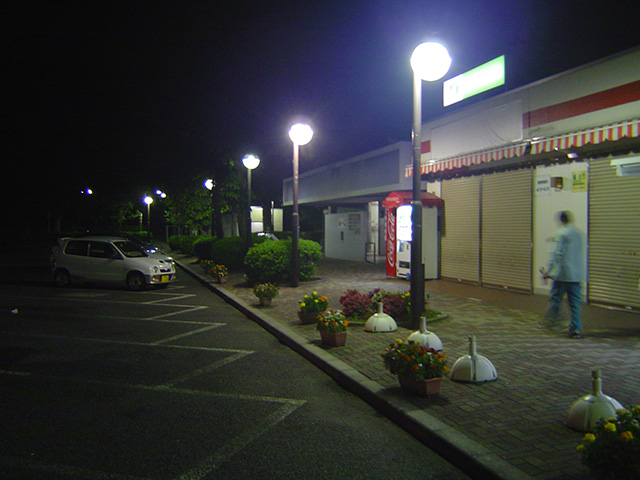
深夜の鏡石パーキングエリア 上り線側（2008年9月撮影）

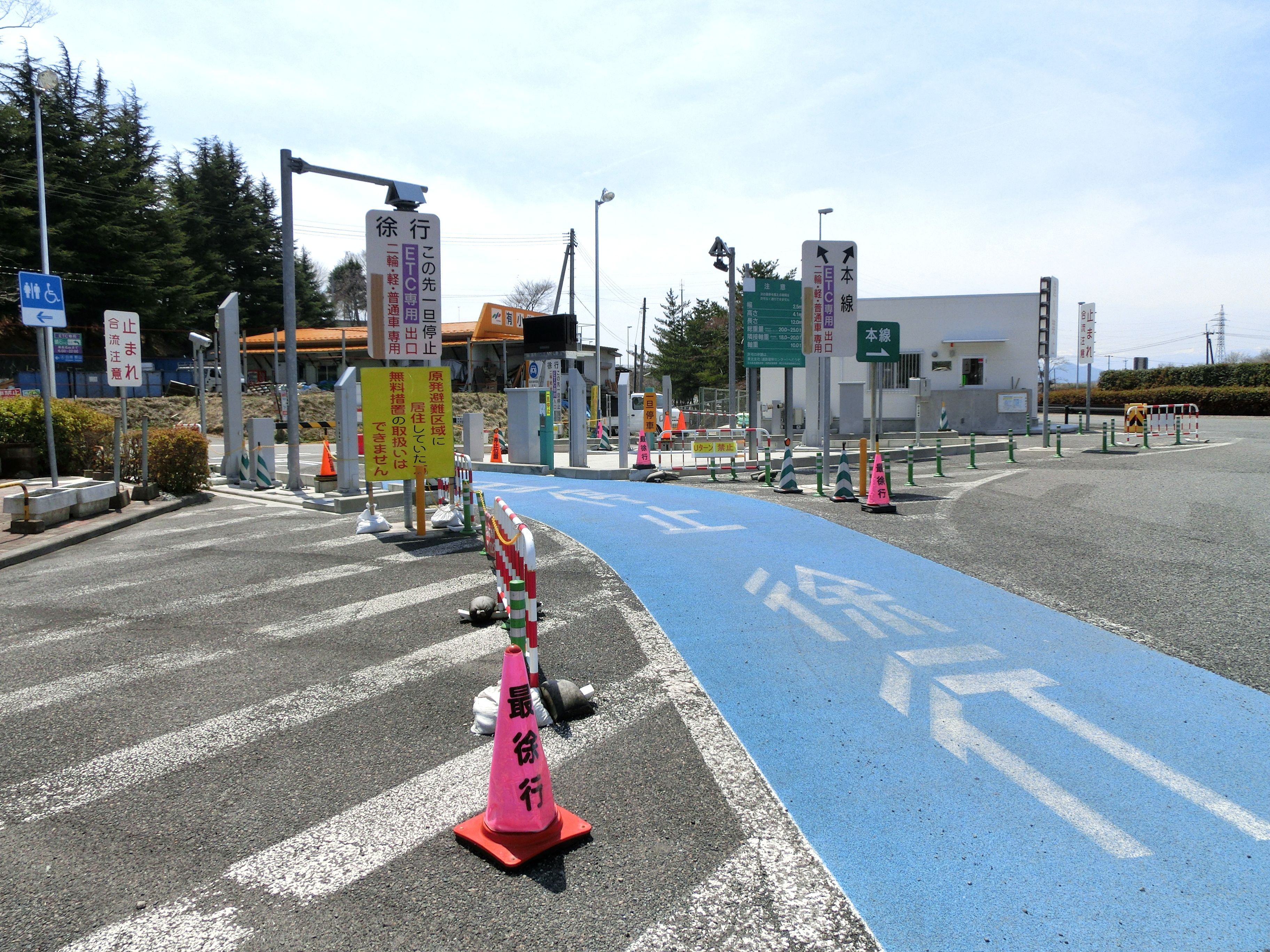
鏡石SIC（上り線）

鏡石パーキングエリア（かがみいしパーキングエリア）は、福島県岩瀬郡鏡石町にある東北自動車道のパーキングエリア。鏡石スマートインターチェンジを併設する。

## 施設

### 上り線（宇都宮・東京方面）
- 管理：ネクスコ東日本エリアトラクト[1]
- 運営：ミニストップ[2]
- 駐車場[2]
  - 大型：11台
  - 小型：26台
  - 身障者用
    - 小型：1台
- トイレ[2]
  - 男性：大3（和式1・洋式2）・小8
    - オストメイト対応設備が設置されている[3]。

  - 女性：9（和式2・洋式7）
    - オストメイト対応設備が設置されている[3]。
    - 同伴の男児用1

  - 身障者用：1
- 生活・暮らし
  - コンビニエンスストア「ミニストップ」（24時間[2][4][5]）
  - ATM「イオン銀行」（24時間）[2]
  - E-NEXCO Wi-Fi SPOT[2]
  - 郵便ポスト[2]
- 喫煙所[2]
- 自動体外式除細動器（AED）[2]
- 高速道路サービス
  - ハイウェイスタンプ (24時間）[2]
  - 一般道からの出入口（ウォークインゲート）[2]
  - スマートIC（24時間）[2]
    - 入口利用の場合は全ての施設が利用不可[2]
    - 出口利用の場合は全ての施設が利用可[2]

### 下り線（福島・仙台方面）
- 管理：ネクスコ東日本エリアトラクト[1]
- 運営：ミニストップ[6]
- 駐車場[6]
  - 大型：15台
  - 小型：26台
  - 身障者用
    - 小型：1台
- トイレ[6]
  - 男性：大3（和式1・洋式2）・小8
    - オストメイト対応設備が設置されている[3]。

  - 女性：9（和式2・洋式7）
    - オストメイト対応設備が設置されている[3]。
    - 同伴の男児用1

  - 身障者用：1
- 生活・暮らし
  - コンビニエンスストア「ミニストップ」（24時間）[6]
  - ATM「イオン銀行」（24時間）[6]
  - E-NEXCO Wi-Fi SPOT[6]
  - 郵便ポスト[6]
- 喫煙所[6]
- 自動体外式除細動器（AED）[6]
- 高速道路サービス
  - ハイウェイスタンプ（24時間）[6]
  - 一般道からの出入口（ウォークインゲート）[6]
  - スマートIC（24時間）[6]
    - 入口利用の場合は全ての施設が利用可[6]
    - 出口利用の場合は全ての施設が利用不可[6]

## 鏡石スマートインターチェンジ
鏡石スマートインターチェンジ（かがみいしスマートインターチェンジ）は、鏡石パーキングエリア（PA）上に併設されているスマートインターチェンジである。
- 利用可能時間：24時間[7][8]
- 対応車種：ETC車載器を搭載した軽自動車等、普通車、中型車（車長9.0m以下）[8]
- 利用可能方向：全方向[8]

### 歴史
- 2007年（平成19年）9月14日 - 2009年（平成21年）3月31日：社会実験として、東京・青森両方面のフル方向で運用開始[9]。
- 2009年（平成21年）4月1日：当スマートICの本格運用を開始[9]。
- 2020年（令和2年）10月27日：対応車種がそれまでのETC車載器を搭載した二輪車、軽自動車、普通車（車長6m以下）からETC車載器を搭載した軽自動車等、普通車、中型車（車長9m以下）に変更[10]。
- 2024年（令和6年）3月13日：利用可能時間帯がそれまでの6:00 - 22:00から24時間に拡大[7]。

### 接続する道路
- 直接接続
  - E4東北自動車道(15-1)
  - 町道
- 間接接続
  - 福島県道289号下松本鏡石停車場線

### 周辺
- JR東日本東北本線・鏡石駅
- 鏡石町役場
- 岩瀬牧場
- 鳥見山公園
- 鏡石境工業団地

## 隣
- E4 東北自動車道
  - (15)矢吹IC - (15-1)鏡石PA/SIC - (16)須賀川IC